# Baby Boy
"Baby Boy" é uma canção da artista musical estadunidense Beyoncé com o artista musical jamaicano Sean Paul, contida no álbum de estréia solo de Beyoncé, Dangerously in Love (2003). Ambos os artistas co-escreveram a música com  Scott Storch, Robert Waller e Shawn "Jay-Z" Carter; o primeiro também co-produziu a música. Contendo uma interpolação lírica de "No Fear" do grupo de hip hop O.G.C, "Baby Boy" é musicalmente uma canção de R&B e dancehall com influências reggae e música árabe; suas letras detalham as fantasias sexuais de uma mulher.
As editoras discográficas Columbia Records e a Music World Entertainment extraíram "Baby Boy" como o segundo single de Dangerously in Love, lançado-o em 10 de maio de 2003. "Baby Boy" liderou a Billboard Hot 100 por nove semanas consecutivas e foi o single número um de Beyoncé com maior permanência na parada até 2007, quando foi superado por "Irreplaceable". Alcançou o top 10 em muitos países e foi certificado como platina pela Australian Recording Industry Association (ARIA) e pela Recording Industry Association of America (RIAA). Também alcançou o top 10 na Alemanha, Austrália, Bélgica, Dinamarca, Escócia, Espanha, França, Irlanda, Noruega, Nova Zelândia, Países Baixos, Reino Unido, Suécia e Suíça.
O videoclipe da música foi dirigido por Jake Nava e principalmente mostra Beyoncé dançando em vários locais. "Baby Boy" continua a ser um marco nas set lists de shows de Beyoncé. A Sociedade Americana de Compositores, Autores e Editores (ASCAP) a reconheceu como uma das músicas mais tocadas de 2004. Em 2005, a cantora e compositora americana Jennifer Armor entrou com uma ação por violação de direitos autorais alegando que a música tinha usado o gancho musical primário de sua música "Got a Little Bit of Love for You". O processo foi mais tarde descartado.

## Antecedentes e desenvolvimento

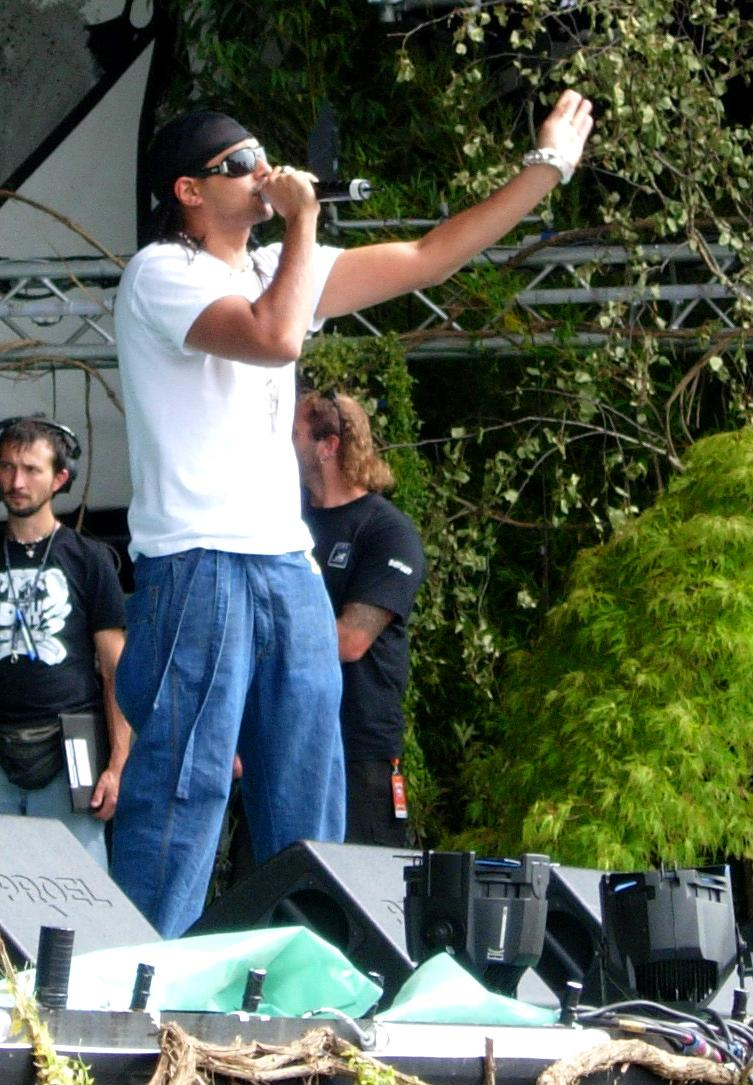
Sean Paul (foto) contribuiu com vocais para "Baby Boy".

Em 2002, Beyoncé foi para Miami, Flórida, nos Estados Unidos, para trabalhar com o produtor musical americano Scott Storch em seu álbum de estréia solo Dangerously in Love. Ela e Storch escreveram "Baby Boy", com contribuições do compositor norte-americano Robert Waller e do agora marido de Beyoncé e legendário artista de hip hop Jay-Z. A música também contém uma interpolação lírica de "No Fear", do grupo de hip hop OGC, usada para o final da música: "Nós pisamos mais quente neste ano".
Uma vez que a faixa foi supostamente feita, Beyoncé teve a ideia de que seria "perfeita" se o artista de reggae jamaicano Sean Paul contribuísse com uma faixa vocal. Beyoncé contactou Paul sobre uma possível colaboração para "Baby Boy". Sean Paul concordou, e veio da Jamaica para participar das sessões de gravação da música. Ele contribuiu com um brinde, e eles terminaram gravando "Baby Boy" em março de 2003, durante os últimos estágios da gravação do álbum.

## Música e Letras
"Baby Boy" é um tempo médio que mescla R&B e dancehall com influências reggae e música árabe. Foi composto usando o tempo comum na clave de Dó menor e ajustado em um groove moderado de 92 batimentos por minuto. O conhecimento de Storch sobre a música indiana e do Oriente Médio contribui para suas influências orientais. Os vocais de Beyoncé são acompanhados por batidas de cliques e castanholas, palmas sintetizadas e tapas. De acordo com Roger Friedman da Fox News Channel, "Baby Boy" é baseado na música de reggae "Here Comes the Hotstepper" (1995), interpretada pela cantora jamaicana Ini Kamoze.
"Baby Boy" é considerado uma sequência da canção de "'03 Bonnie & Clyde" (2002) de Jay-Z com Beyoncé. As letras detalham as fantasias de uma mulher, e de acordo com o tema geral do álbum, Beyoncé as considerou como pessoais para ela. Paulo comentou: "Ela está me contando sobre suas fantasias e imaginando eu e ela indo aqui e ali, em todo o mundo ... Eu estou respondendo de volta, tipo, 'Eu sou inteligente'". As letras são construídas na forma inicio-refrão-verso; Sean Paul executa o começo enquanto Beyoncé canta todos os outros versos e refrões. O padrão é repetido duas vezes; mais um coro e verso seguem, resolvendo no brinde e verso final.

## Lançamento
"Baby Boy" foi lançado como o segundo single do álbum de estúdio de estréia de Beyoncé, Dangerously in Love (2003). Ele foi enviado as rádios de sucesso contemporâneo e rítmica contemporânea nos Estados Unidos em 3 de agosto de 2003. Ele foi lançado como um CD single e single de 12 polegadas no Reino Unido em 6 de outubro de 2003. A música foi lançado para o maxi single no Canadá no dia seguinte, e na Alemanha em 13 de outubro. Foi lançado nos Estados Unidos como single de 12 polegadas e CD em 14 e 28 de outubro de 2003, respectivamente. "Baby Boy" foi incluído na edição renovada do segundo álbum de estúdio de Sean Paul, Dutty Rock (2003).

## Controvérsia

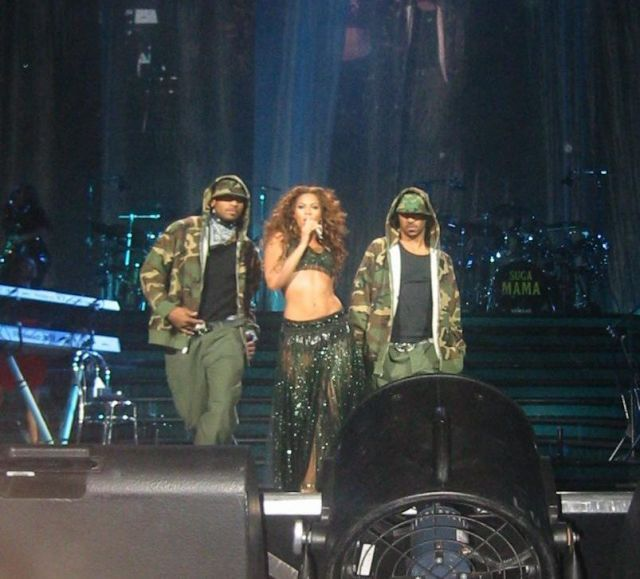
Beyoncé cantando "Baby Boy" durante The Beyoncé Experience em 2007, ladeada por dois dançarinos.

Em 2005, a cantora e compositora americana Jennifer Armor entrou com uma ação por violação de direitos autorais, alegando que Beyoncé usou algumas letras e o gancho musical de sua música "Got a Little Bit of Love for You". Em 2003, o ex-gerente da gravadora de Armour havia enviado gravações demo para diversas gravadoras, incluindo a Columbia Records de Beyoncé e Atlantic Records de Sean Paul. De acordo com o tribunal distrital, uma testemunha especializada (Presidente, Departamento de Teoria Musical e Composição, Shepherd School of Music, Rice University) determinou que as músicas seriam "substancialmente similares" (um requisito para uma descoberta de violação). No que diz respeito ao gancho musical, o perito afirmou em seu relatório: "Quando as comparações auditivas das duas canções são apresentadas na clave de Dó menor (para facilitar a comparação) e apresentado lado a lado, na forma A–B–A–B, mesmo o ouvinte menos inclinado musicalmente deve determinar imediatamente que as duas músicas são surpreendentemente semelhantes; Eu diria que muitos ouvintes podem até percebê-los como sendo a mesma música! E, novamente, a transposição de uma música para este propósito não altera nenhuma característica ou característica fundamental da música, mas apenas ajuda a habilidade daqueles que não estão familiarizados com os detalhes técnicos da música em fazer uma comparação”. O juiz do tribunal distrital decidiu que ela própria não pôde ouvir as semelhanças entre as duas músicas e negou provimento ao caso, negando a moção para que as músicas ou o caso fossem ouvidos por um júri. Em apelação, a Corte de Apelações dos Estados Unidos pelo Quinto Circuito afirmou a decisão do tribunal distrital, mas governou com um raciocínio diferente. Sustentou que não houve infração baseada na alegação de Beyoncé de que a fita demo de Armour foi recebida logo após a escrita da canção de Beyoncé ter sido substancialmente completada. No entanto, o tribunal não abordou a questão da similaridade substancial.

## Recepção crítica
O crítico da revista Rolling Stone, Anthony DeCurtis, escreveu que Beyoncé soava como se estivesse "se divertindo" com a canção, enquanto Stephen Thomas Erlewine do AllMusic descreveu os vocais de Beyoncé como "seguros e sensuais". Mark Anthony Neal do PopMatters, considerou "Baby Boy" como uma das "colaborações de alto perfil" em Dangerously in Love. Lisa Verrico, do diário britânico The Times, descreveu a canção como "colaboração Latina tingida ... Paul faz um rap reggae no meio, mas é quando ele conversa enquanto Beyoncé se contorce que o casal tem química real". Yancey Strickler da revista Flak escreveu que "A gagueira de 'Baby Boy' é reforçado pelo dancehall monótono de Sean Paul".
James Anthony, do jornal britânico The Guardian, comentou que a faixa "preenche a lacuna entre os gêneros de R&B e dancehall". A escritora do Los Angeles Times, Natalie Nichols, escreveu que "o ... Baby-boy 'temperado com house' fundiu com sucesso [Beyoncé] o arrulhar da respiração com a produção interessante".

## Reconhecimento
A gravadora britânica EMI foi homenageada pela Sociedade Americana de Compositores, Autores e Editores (ASCAP) no ASCAP Pop Music Awards 2005 como Gravadora do Ano pelo lançamento de "Baby Boy", entre outras músicas. Scott Storch ganhou o prêmio Songwriter of the Year no mesmo evento.

## Desempenho comercial
"Baby Boy" alcançou o posicionamento máximo nas paradas comerciais antes de sua liberação física nos Estados Unidos. A faixa levou Dangerously in Love a posição mais alta da Billboard 200, e ajudou o álbum a obter a certificação multi-platina nos Estados Unidos. O single estreou na Billboard Hot 100, no número cinquenta e sete, enquanto o seu antecessor "Crazy in Love" ainda estava no topo. "Baby Boy" dominou os airplays nos Estados Unidos, chegando ao topo da Billboard Hot 100. Atingindo o primeiro lugar da parada oito semanas depois de sua estréia e permaneceu lá por nove semanas consecutivas. O single permaneceu em primeiro lugar por uma semana a mais do que "Crazy in Love", tornando-se o single número um de Beyoncé com maior permanência na parada. A façanha não foi quebrada até que seu single "Irreplaceable" (2006), de seu segundo álbum B'Day (2006), passou dez semanas no topo do final de 2006 até o início de 2007, devido ao pesado airplay. "Baby Boy" ficou no Hot 100 por vinte e nove semanas, e foi certificada platina pela Recording Industry Association of America (RIAA) em 6 de junho de 2006. "Baby Boy" alcançou sucesso no  crossover da Billboard e nas principais paradas de rádio, aparecendo no Top 40 Tracks, Rhythmic e Mainstream Top 40, bem como no topo das Radio Songs e Dance/Mix Show Airplay, e no número dois no  Dance Club Songs. Até 6 de outubro de 2010, "Baby Boy" vendeu 600,000 unidades físicas nos Estados Unidos.
Internacionalmente, "Baby Boy" apresentou um desempenho tão bom quanto, chegando ao top 10 em todas as paradas em que apareceu, excluindo o Ö3 Austria Top 40, Ultratop 50 Wallonia e Italian Singles Chart, no qual alcançou o top 20. O single estreou no número dois no Reino Unido, tornando-se a estréia mais alta da semana e a maior entrada internacional de "Baby Boy". Mesmo tendo passado onze semanas no gráfico, não conseguiu chegar ao topo, sendo impedido por "Where Is the Love?" de The Black Eyed Peas. Na Austrália e na Nova Zelândia, "Baby Boy" alcançou o número três e dois, respectivamente. Foi certificado platina pela Australian Recording Industry Association (ARIA) pelas vendas superiores a 70.000 unidades.

## Videoclipe
O videoclipe de "Baby Boy" foi filmado pelo diretor inglês Jake Nava, que também filmou "Crazy in Love", de Beyoncé. Foi gravado em Miami, Flórida, 7-9 abril 2003. Partes do vídeo foram filmados em uma casa com diferentes salas de estilo: uma em estilo japonês e outra em estilo inglês antigo.
Cenas com Beyoncé e Paul são mostradas separadamente. O vídeo começa com Paul sentado em um trono enquanto brinda; Beyoncé está encostada a uma parede e dançando. Na cena seguinte, Beyoncé é vista se contorcendo em uma cama. Paul é mostrado com várias mulheres que estão deitadas no chão se acariciando. Beyoncé caminha em direção à praia; ela vê um homem e os dois se tocam e se flertam. Quando o segundo verso começa, Beyoncé está em uma festa. Na festa Beyoncé decide dançar com o mesmo homem com quem ela interagiu anteriormente. Então, a água inunda o chão da festa enquanto ela canta "a pista de dança se torna o mar". Como o segundo refrão da música começa, o vídeo é cortado com cenas de Beyoncé e quatro dançarinas de fundo dançando em uma plataforma na areia da praia. A faixa original é interrompida no final com um instrumental árabe, projetado para o videoclipe. Esta cena mostra Beyoncé dançando vigorosamente na areia.
Sal Cinquemani, da publicação on-line Slant Magazine, descreveu o vídeo como um "sequência registrada em óleo de bebê". Em 2013, John Boone e Jennifer Cady da E! Online colocou o vídeo no número nove da lista dos dez melhores videoclipes de Beyoncé, elogiando as influências de dança do ventre no vídeo. "Baby Boy" estreou no Total Request Live da MTV em 25 de agosto de 2003 no número dez e alcançou o primeiro lugar. Ficou no programa por quarenta e um dias, o mesmo desempenho obtido pelo videoclipe do single seguinte, "Me, Myself and I".

## Performances ao vivo

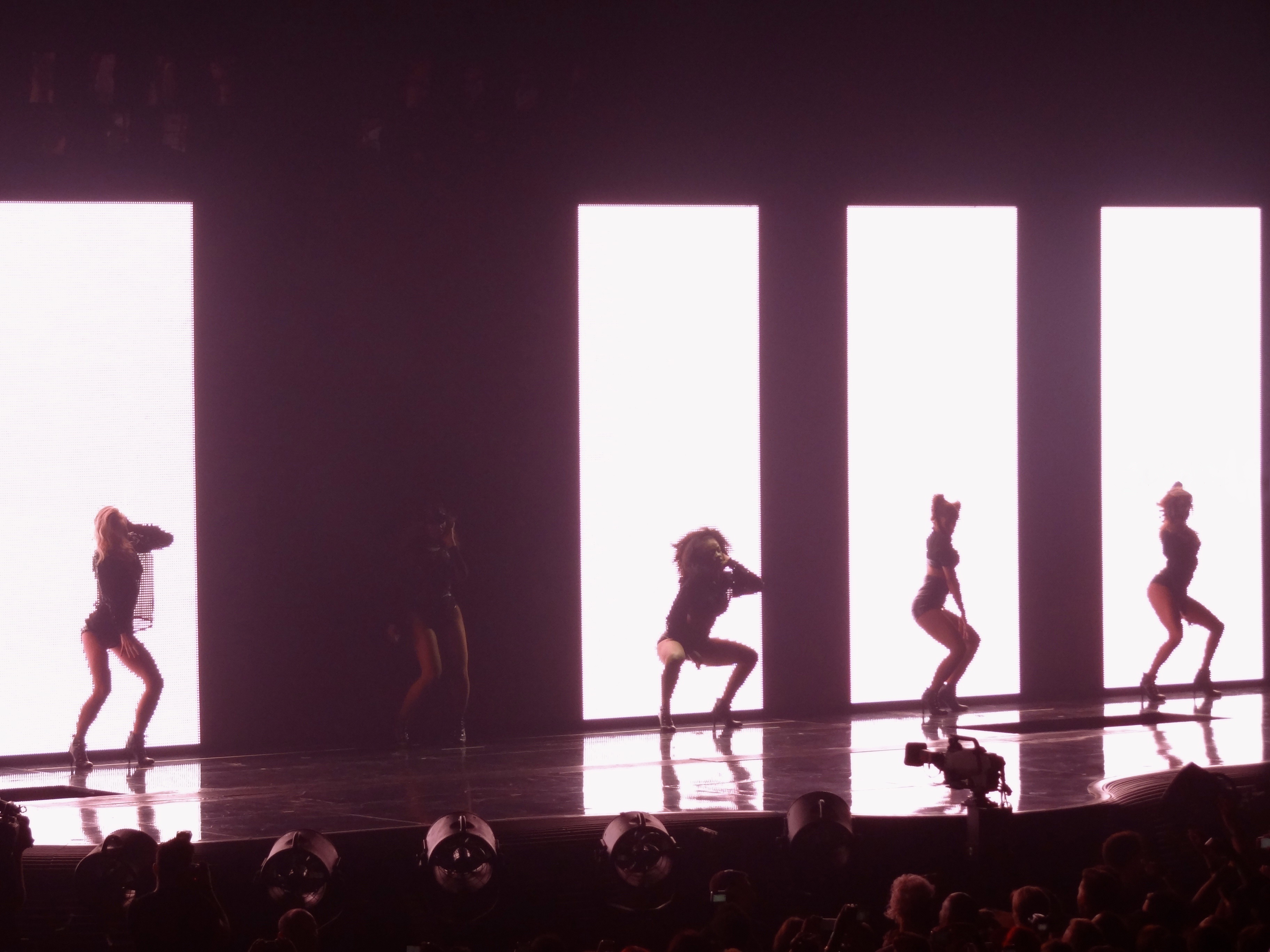
Beyoncé performando "Baby Boy" durante a The Mrs. Carter Show World Tour no Bell Centre em Montreal, Quebec em 22 de julho de 2013

Beyoncé cantou pela primeira vez "Baby Boy" ao vivo no MTV Video Music Awards de 2003; ela o cantou em um medley com os vocais de Paul pré-gravados. Beyoncé mais tarde cantou "Baby Boy" com Paul no MTV Europe Music Awards de 2003. "Baby Boy" foi incluído no set list da maioria das turnês de Beyoncé. Ele serviu como música de abertura de sua turnê Dangerously in Love (2003). Durante a performance da música na turnê, ela foi inicialmente suspensa do teto da arena que foi gradualmente baixada por uma espreguiçadeira vermelha - um acessório que ela também usou durante o MTV Video Music Awards de 2003. Durante a passagem da turnê pela Wembley Arena em Londres, Inglaterra, foi incluída no primeiro álbum ao vivo da cantora, Live at Wembley (2004). Beyoncé também apresentou "Baby Boy" com seu antigo grupo Destiny's Child durante a turnê final do conjunto, Destiny Fulfilled ... And Lovin' It (2005), e foi incluída em seu segundo álbum ao vivo Destiny's Child: Live in Atlanta (2006).
"Baby Boy" fez parte do repertório de Beyoncé nas digressões The Beyoncé Experience (2007) em Los Angeles, Califórnia, e em I Am... World Tour (2009–10). Em 5 de agosto de 2007, Beyoncé cantou a música no Madison Square Garden em Manhattan, Cidade de Nova Iorque, Nova Iorque; usando uma roupa do tipo dança do ventre, ela desceu a escada segurando um guarda-chuva e foi recebida por três homens vestindo uniformes. Uma pequena seção da canção de "Murder She Wrote" (1993) de Chaka Demus & Pliers, foi incorporado em "Baby Boy". Jon Pareles do The New York Times elogiou a performance da cantora, escrevendo que Beyoncé "não precisa de distrações no seu canto, que pode ser arejado ou estridente, lacrimoso ou vicioso, rápido com sílabas picadas ou sustentado em melismas circulados. Mas ela estava em constante movimento, desfilando em trajes". Ela se apresentou com um arranjo semelhante no Staples Center de Los Angeles em 2 de setembro de 2007. Ela estava vestida com uma roupa de dança do ventre, e a performance foi executada com vários dançarinos do sexo masculino e instrumentação ao vivo. Beyoncé re-executou a coreografia que ela executou no videoclipe da canção. Quando Beyoncé cantou "Baby Boy" em Sunrise, Flórida, em 29 de junho de 2009, ela usava uma malha de ouro brilhante. Quando sua performance começou, ela ficou suspensa no ar, e depois baixou para o palco B onde ela performou "Baby Boy" com um trecho de "You Don't Love Me (No, No, No)" de Dawn Penn. Gráficos animados de toca-discos, bandeiras e outros equipamentos de festas foram projetados atrás dos dançarinos e músicos. Beyoncé foi acompanhada por sua banda de apoio Suga Mama, que consistia de duas bateristas, dois tecladistas, uma percussionista, uma seção de metais, três imponentes vocalistas de apoio e a guitarrista principal Bibi McGill. "Baby Boy" foi incluída em seu álbum ao vivo The Beyoncé Experience Live (2007), e a edição de luxo do I Am... World Tour (2010). No ASCAP Pop Music Awards de 2005, "Baby Boy", juntamente com os outros dois singles de Dangerously in Love – "Me, Myself and I" and "Naughty Girl" – foi reconhecido como uma das músicas mais tocadas do ano de 2004.
"Baby Boy" foi interpretada por Beyoncé em um vestido de franja rosa em um concerto no Palais Nikaïa em Nice, França, em 20 de junho de 2011, e no Festival de Glastonbury em 26 de junho de 2011, onde o cantor de hip hop Tricky foi convidado para executar a música. Entre 25-28 maio de 2012, Beyoncé cantou a música durante ela cantou a música durante sua Revel Presents: Beyoncé Live em Atlantic City, New Jersey, no espaço de entretenimento resort, hotel, casino e spa dos Estados Unidos, Revel. Jim Farber do Daily News escreveu: "A primeira e última parte do programa enfatizou a mais feroz Beyoncé, contada em músicas ousadas ... [como] 'Baby Boy'". Em 3 de fevereiro de 2013, Beyoncé cantou a música durante o show do intervalo do Super Bowl XLVII. Em 2013, Beyoncé cantou "Baby Boy" como um medley com "Get Me Bodied" durante sua turnê The Mrs. Carter Show World Tour (2013-14), enquanto as canções foram executadas separadamente em 2014. A música também foi executada durante oThe Formation World Tour (2016).

## Faixas e formatos
| "Baby Boy" – single 12-polegadas |                                                                               |         |  |
| N.º                              | Título                                                                        | Duração |  |
| 1.                               | "Baby Boy" (Album version) (com participação de Sean Paul)                    | 4:04    |  |
| 2.                               | "Baby Boy" (Junior Vasquez Club Anthem Remix) (com participação de Sean Paul) | 8:50    |  |
| 3.                               | "Baby Boy" (Maurice's Nu Soul Mix) (com participação de Sean Paul)            | 6:14    |  |
| 4.                               | "Baby Boy" (Maurice's Nu Dub Baby!) (com participação de Sean Paul)           | 6:30    |  |
| Duração total:                   | Duração total:                                                                | 25:38   |  |

| "Baby Boy" – EP Digital |                                                             |         |  |
| N.º                     | Título                                                      | Duração |  |
| 1.                      | "Baby Boy" (com participação de Sean Paul)                  | 4:06    |  |
| 2.                      | "Baby Boy" (Instrumental)                                   | 4:04    |  |
| 3.                      | "Summertime" (Remix) (com participação de Ghostface Killah) | 4:05    |  |
| Duração total:          | Duração total:                                              | 12:15   |  |

| "Baby Boy" – CD single alemão |                                                                 |         |  |
| N.º                           | Título                                                          | Duração |  |
| 1.                            | "Baby Boy" (versão do álbum) (com participação de Sean Paul)    | 4:04    |  |
| 2.                            | "Baby Boy" (Junior's Padapella) (com participação de Sean Paul) | 3:58    |  |
| Duração total:                | Duração total:                                                  | 8:02    |  |

| "Baby Boy" – maxi single europeu |                                                                     |         |  |
| N.º                              | Título                                                              | Duração |  |
| 1.                               | "Baby Boy" (Album version) (com participação de Sean Paul)          | 4:04    |  |
| 2.                               | "Baby Boy" (Maurice's Nu Soul Mix) (com participação de Sean Paul)  | 8:50    |  |
| 3.                               | "Baby Boy" (Junior's Padapella) (com participação de Sean Paul)     | 3:58    |  |
| 4.                               | "Krazy in Luv" (Adam 12 So Crazy Remix) (com participação de Jay-Z) | 4:30    |  |
| Duração total:                   | Duração total:                                                      | 18:06   |  |

## Desempenho nas tabelas musicais
| Tabela musical (2003)                                          | Melhor posição |
| -------------------------------------------------------------- | -------------- |
| Alemanha (Offizielle Deutsche Charts)                          | 4              |
| Austrália (ARIA)                                               | 3              |
| Áustria (Ö3 Austria Top 75)                                    | 18             |
| Bélgica (Ultratop 50 de Flandres)                              | 11             |
| Bélgica (Ultratop 50 da Valônia)                               | 7              |
| Canadá (Nielsen SoundScan)                                     | 2              |
| Dinamarca (Hitlisten)                                          | 6              |
| Escócia (Scottish Singles Chart)                               | 9              |
| Espanha (PROMUSICAE)                                           | 8              |
| Estados Unidos (Billboard Hot 100)                             | 1              |
| Estados Unidos (Billboard Dance/Mix Show Airplay)              | 1              |
| Estados Unidos (Billboard Dance Club Songs)                    | 2              |
| Estados Unidos (Billboard R&B/Hip-Hop Songs)                   | 1              |
| Estados Unidos (Billboard Mainstream Top 40)                   | 1              |
| Estados Unidos (Billboard Rhythmic)                            | 1              |
| Europa (European Hot 100 Singles)                              | 3              |
| França (SNEP)                                                  | 8              |
| scope="row" style="background-color: #f2f2f2;"\| França (SNEP) | 1              |
| Grécia (IFPI)                                                  | 11             |
| Hungria (Dance Top 40)                                         | 3              |
| Irlanda (IRMA)                                                 | 6              |
| Itália (FIMI)                                                  | 12             |
| Noruega (VG-lista)                                             | 10             |
| Nova Zelândia (Recorded Music NZ)                              | 2              |
| Países Baixos (Dutch Top 40)                                   | 8              |
| Países Baixos (Single Top 100)                                 | 11             |
| Reino Unido (UK Singles Chart)                                 | 2              |
| Reino Unido (OCC UK R&B)                                       | 2              |
| Suécia (Sverigetopplistan)                                     | 5              |
| Suíça (Schweizer Hitparade)                                    | 5              |

| Tabela musical (2003)                            | Melhor posição |
| ------------------------------------------------ | -------------- |
| Alemanha (Official German Charts)                | 67             |
| Austrália (ARIA)                                 | 32             |
| Austrália (ARIA Urban)                           | 16             |
| Bélgica (Ultratop 50 Flanders)                   | 77             |
| Bélgica (Ultratop 50 Wallonia)                   | 83             |
| Estados Unidos (Billboard Hot 100)               | 12             |
| Estados Unidos (Billboard Hot R&B/Hip-Hop Songs) | 16             |
| Estados Unidos (Billboard Mainstream Top 40)     | 14             |
| Estados Unidos (Billboard Rhythmic)              | 13             |
| Itália (FIMI)                                    | 42             |
| Países Baixos (Dutch Top 40)                     | 74             |
| Suécia (Sverigetopplistan)                       | 54             |
| Suíça (Schweizer Hitparade)                      | 29             |
| Tabela musical (2004)                            | Melhor posição |
| Austrália (ARIA Urban)                           | 35             |
| Estados Unidos (Billboard Hot 100)               | 69             |

| Tabela musical (2000–09)           | Melhor posição |
| ---------------------------------- | -------------- |
| Estados Unidos (Billboard Hot 100) | 38             |

| Tabela musical (2018)              | Melhor posição |
| ---------------------------------- | -------------- |
| Estados Unidos (Billboard Hot 100) | 204            |

## Vendas e certificações
| Região                                                                                             | Certificação | Vendas     |
| -------------------------------------------------------------------------------------------------- | ------------ | ---------- |
| Austrália (ARIA)                                                                                   | Platina      | 70,000^    |
| Estados Unidos (RIAA)                                                                              | Ouro         | 500,000^   |
| Reino Unido (BPI)                                                                                  | Prata        | 321,000    |
| Mastertone                                                                                         |              |            |
| Estados Unidos (RIAA)                                                                              | Platina      | 1.000,000^ |
| *números de vendas baseados somente na certificação ^distribuições baseadas apenas na certificação |              |            |